# Rue Geoffroy-l'Angevin
La rue Geoffroy-l'Angevin est une voie du 4e arrondissement de Paris.

## Situation et accès
La rue Geoffroy-l'Angevin est une voie située dans le 4e arrondissement de Paris. Elle débute au 59, rue du Temple et se termine aux 6-20, rue Beaubourg.

## Origine du nom
La rue tire son nom de Geoffroy l'Angevin (ou Geoffroy Langevin), un propriétaire habitant de la rue au XIIIe siècle.

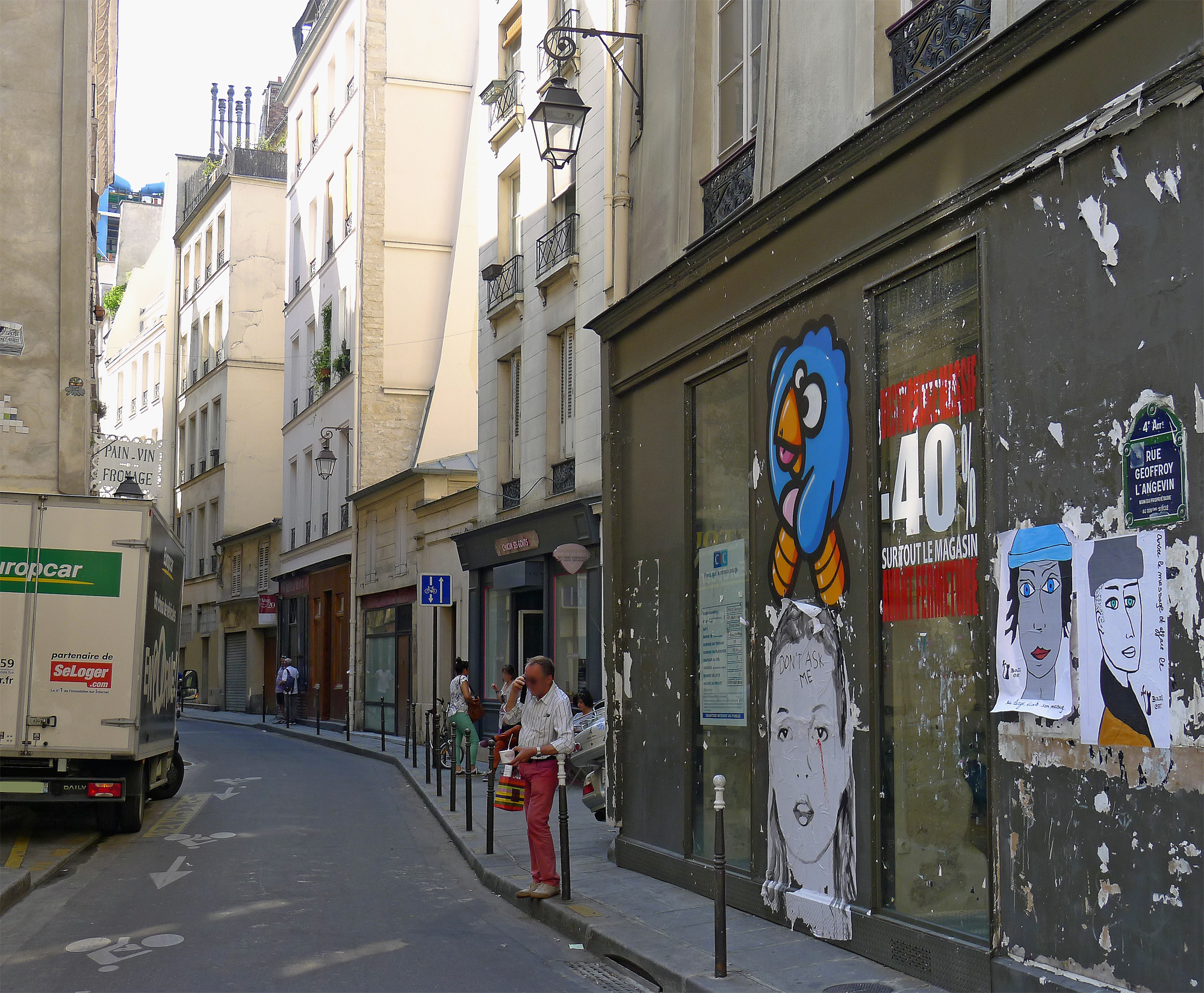
La rue Geoffroy-l'Angevin vue depuis celle du Temple ; en arrière-plan, on aperçoit, en bleu, les parties hautes du centre Beaubourg.

## Histoire
En 1278, elle est écrite « rue Gefroi-l'Angevin » et elle est citée dans Le Dit des rues de Paris de Guillot de Paris sous la forme « rue Gieffroi l'Angevin ».
Elle est citée sous le nom de « rue Geoiffroy l'Angevin » dans un manuscrit de 1636 dont le procès-verbal de visite, en date du 22 avril 1636, indique : « pleine de boues et d'immundices ».
Le peintre Nicolas de Largillierre y mourut paralytique dans le bel hôtel parisien qu’il s’était fait bâtir et qu’il avait orné de paysages, de fleurs et de fruits, de plusieurs centaines de portraits et de quelques tableaux religieux. Il a réalisé en 1703 une Composition avec rideaux, paysage et animaux. Un fragment de ce décor est conservé au musée du Louvre.
Le couvent des Ursulines de Sainte-Avoye s'étendait du numéro 2 au numéro 6. La communauté est supprimée en 1790. Ses bâtiments vendus comme bien national sont transformés en logement par les acquéreurs et sa chapelle est détruite.
Une décision ministérielle, du 3 pluviôse an IX (23 janvier 1801), signée Chaptal, fixe la largeur de cette voie publique à 8 mètres. Cette largeur est portée à 10 mètres, en vertu d'une ordonnance royale du 29 mars 1827.
Au XIXe siècle, cette rue d'une longueur de 139 mètres, commençait aux 41-43, rue Sainte-Avoye et finissait aux 20-22, rue Beaubourg. Elle était située dans l'ancien 7e arrondissement dans le quartier Sainte-Avoye.
Les numéros de la rue étaient rouges. Le dernier numéro impair était le no 23 et le dernier numéro pair était le no 34.

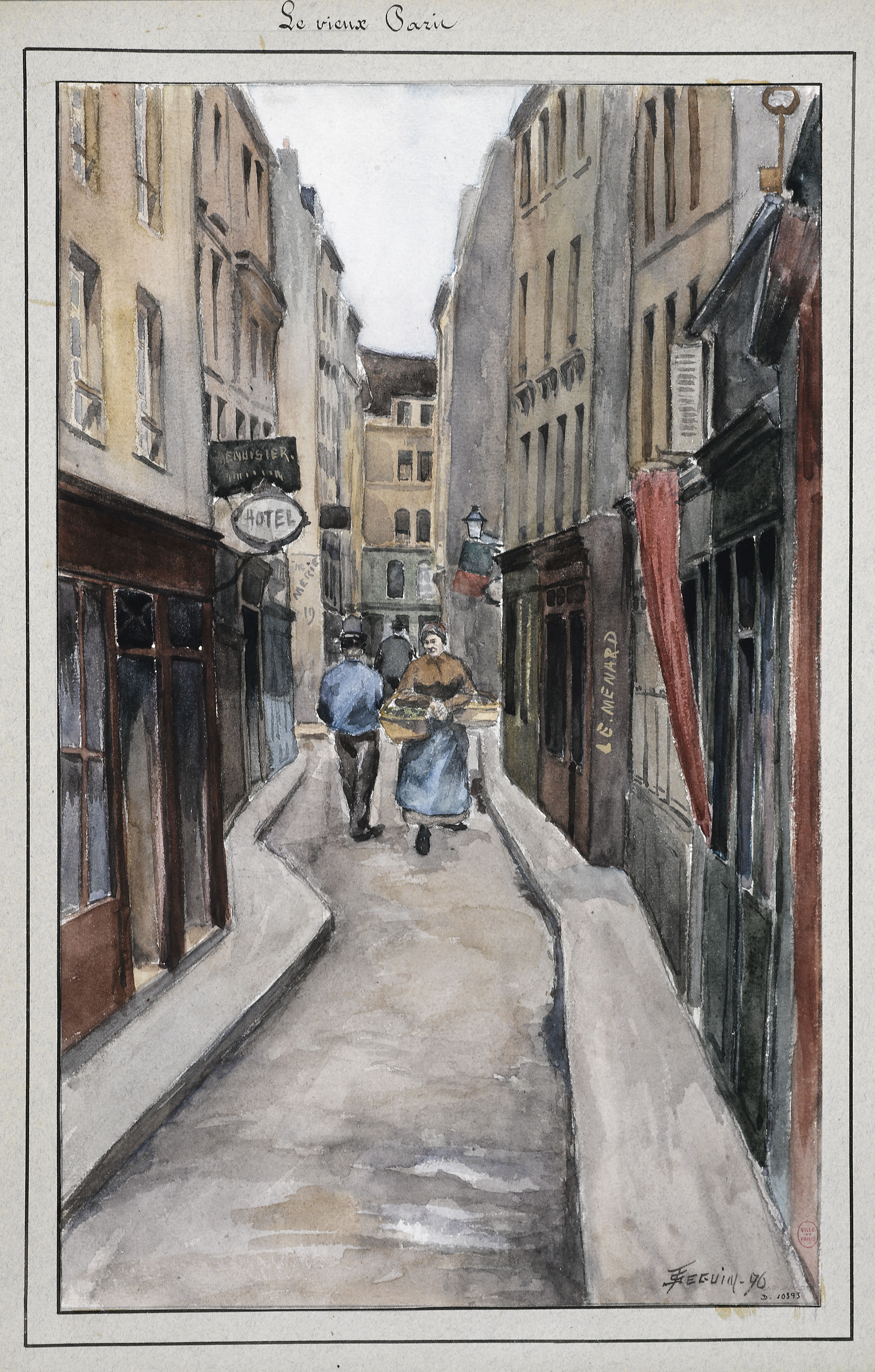
Rue Geoffroy l'Angevin, de la rue du Temple à la rue Beaubourg (dessin de F. Séguin, 1896, musée Carnavalet).
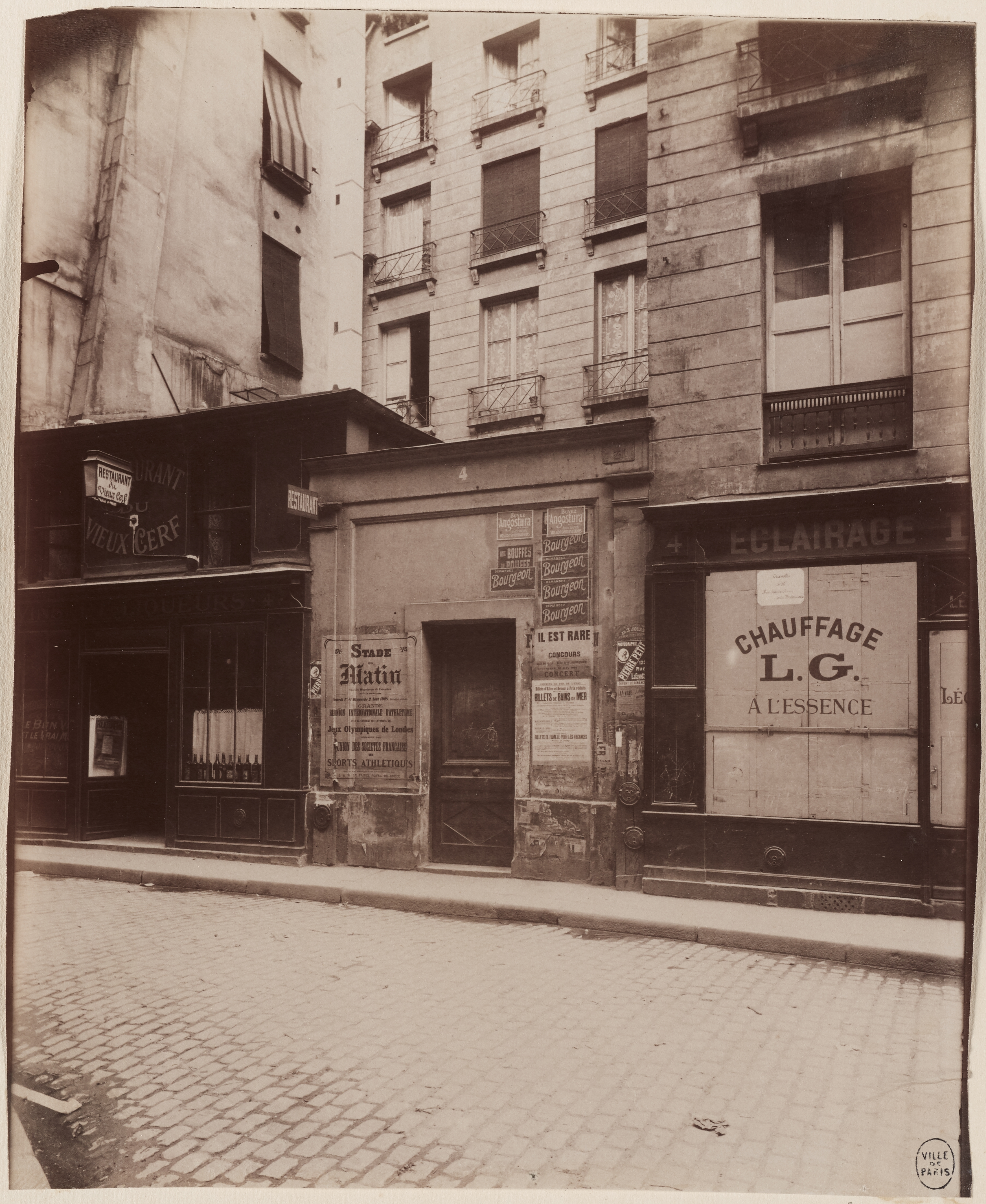
Les nos 4-6 en 1908 (photographie d'Eugène Atget).
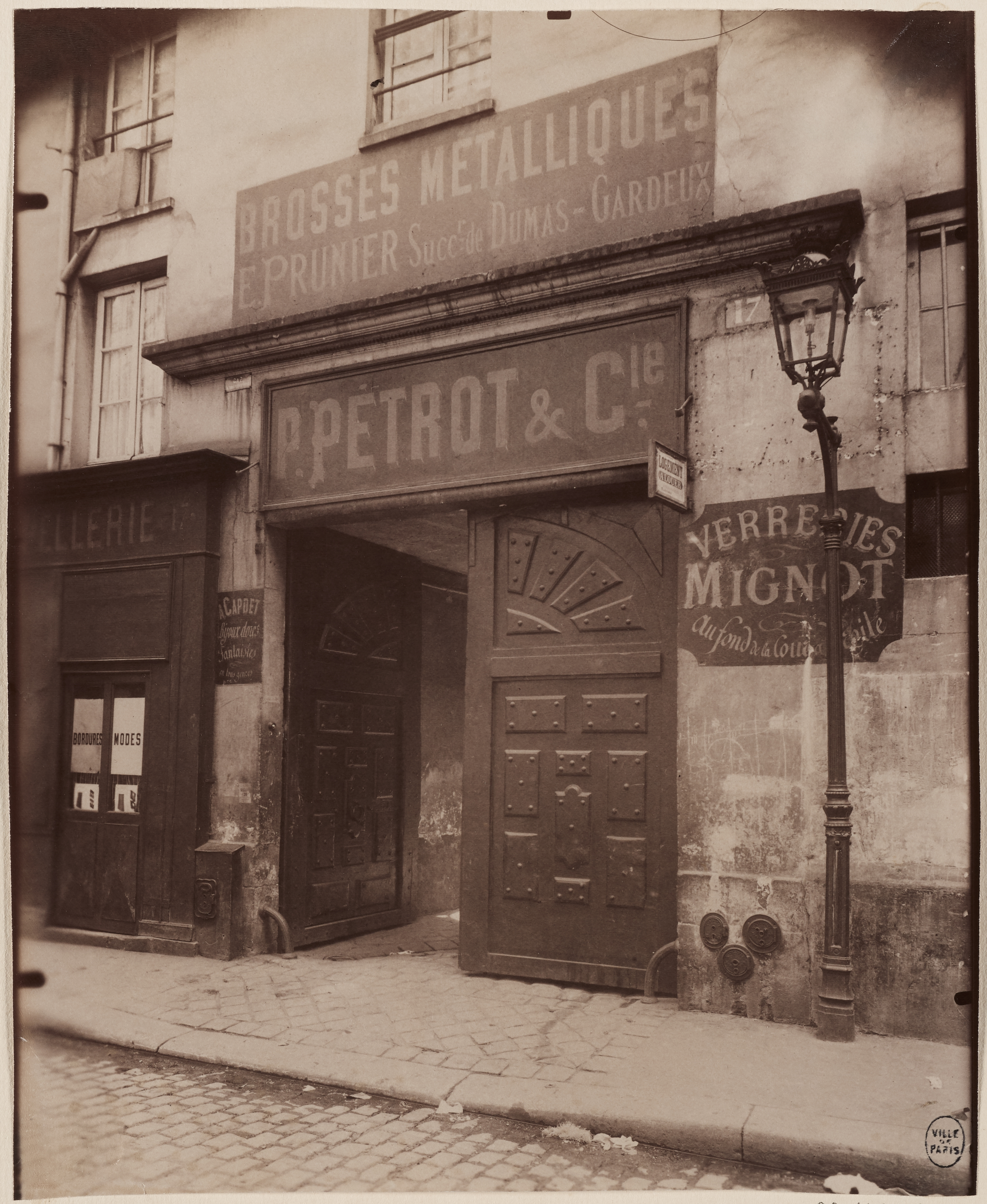
Vue du no 17 en 1908 (photographie d'Eugène Atget).
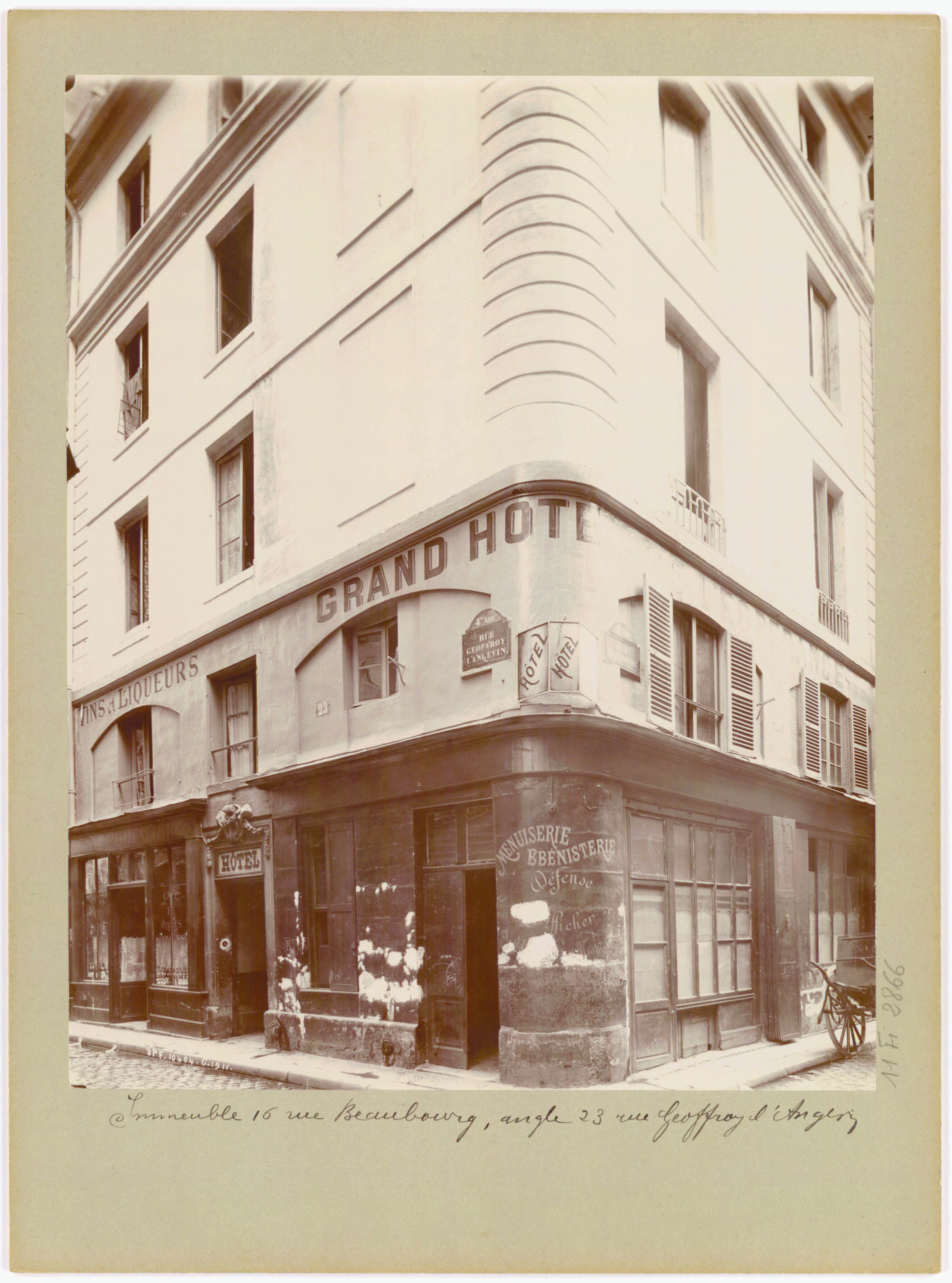
Le no 23 à la fin du XIXe siècle, à l'angle de la rue Beaubourg (photographie de Charles Marville).
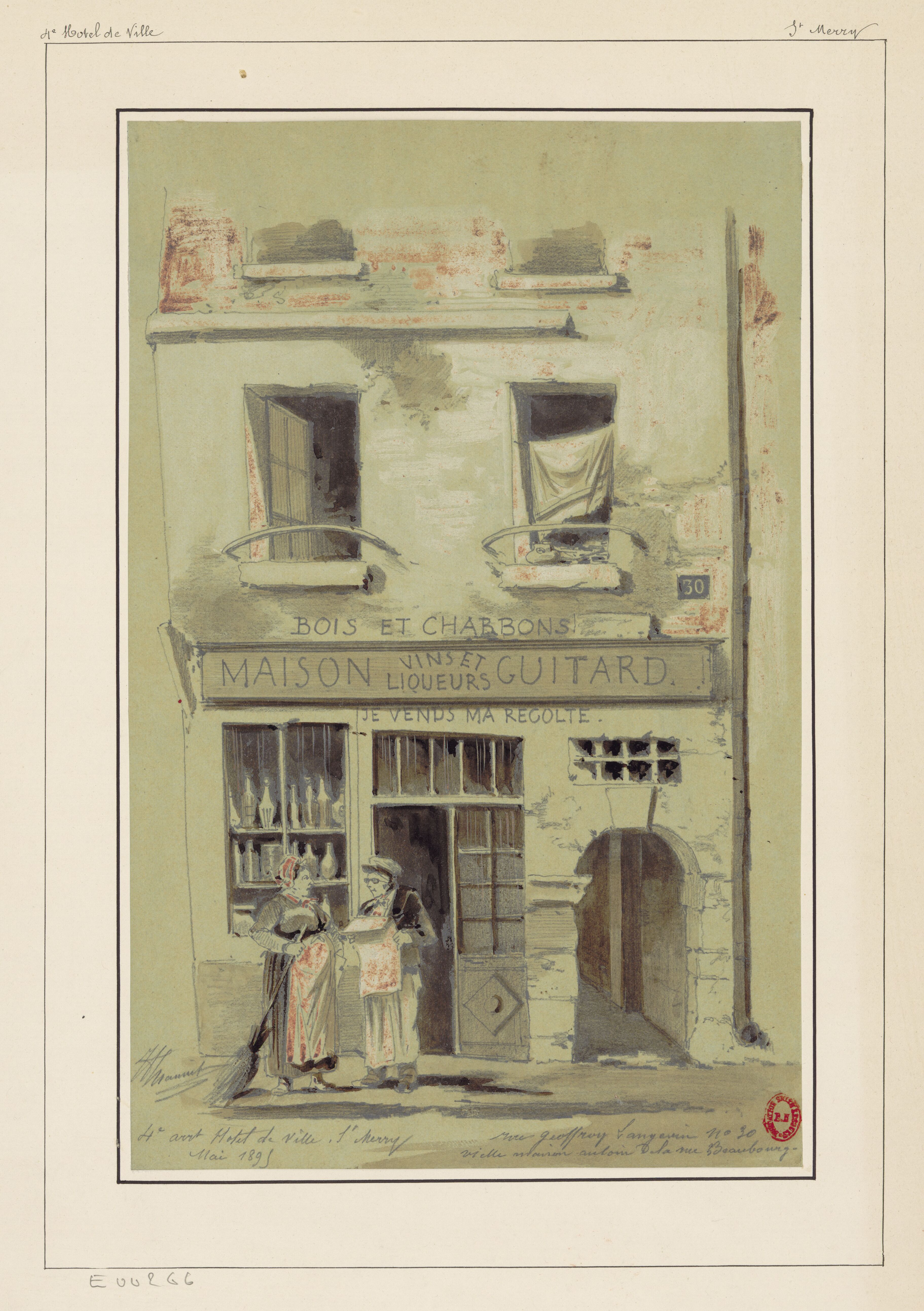
Le no 30 en 1896, également à l'angle de la rue Beaubourg (dessin de Jules-Adolphe Chauvet).